# Schwarzenberský palác (Schwarzenbergplatz)
Schwarzenberský palác, německy Palais Schwarzenberg, je městský palác ve 3. vídeňském obvodě Landstraße mezi ulicemi Prinz-Eugen-Strasse, Rennweg a Schwarzenberským náměstím. Řadí se mezi nejvýznamnější barokní zahradní paláce ve Vídni.

## Dějiny

### Návrh a začátek stavby

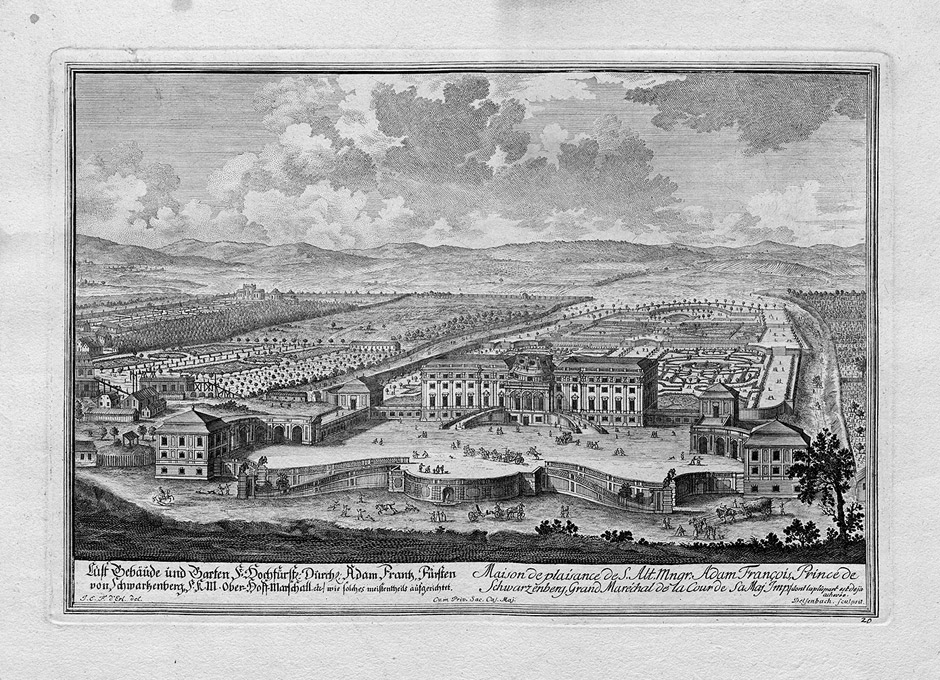
Delsenbachova rytina podle Fischerova projektu, kolem r. 1740

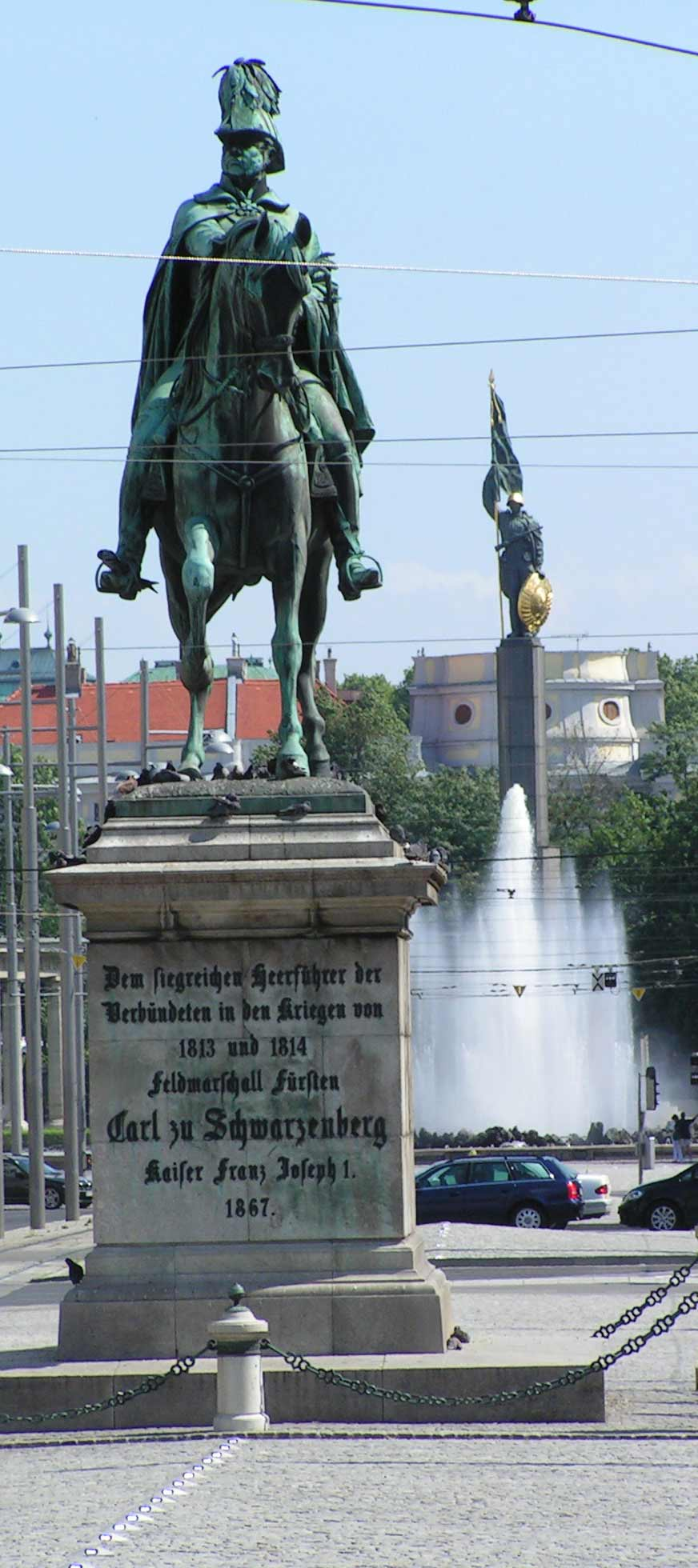
Jezdecká socha Karla I. Filipa ze Schwarzenberka a pomník Rudé armádě

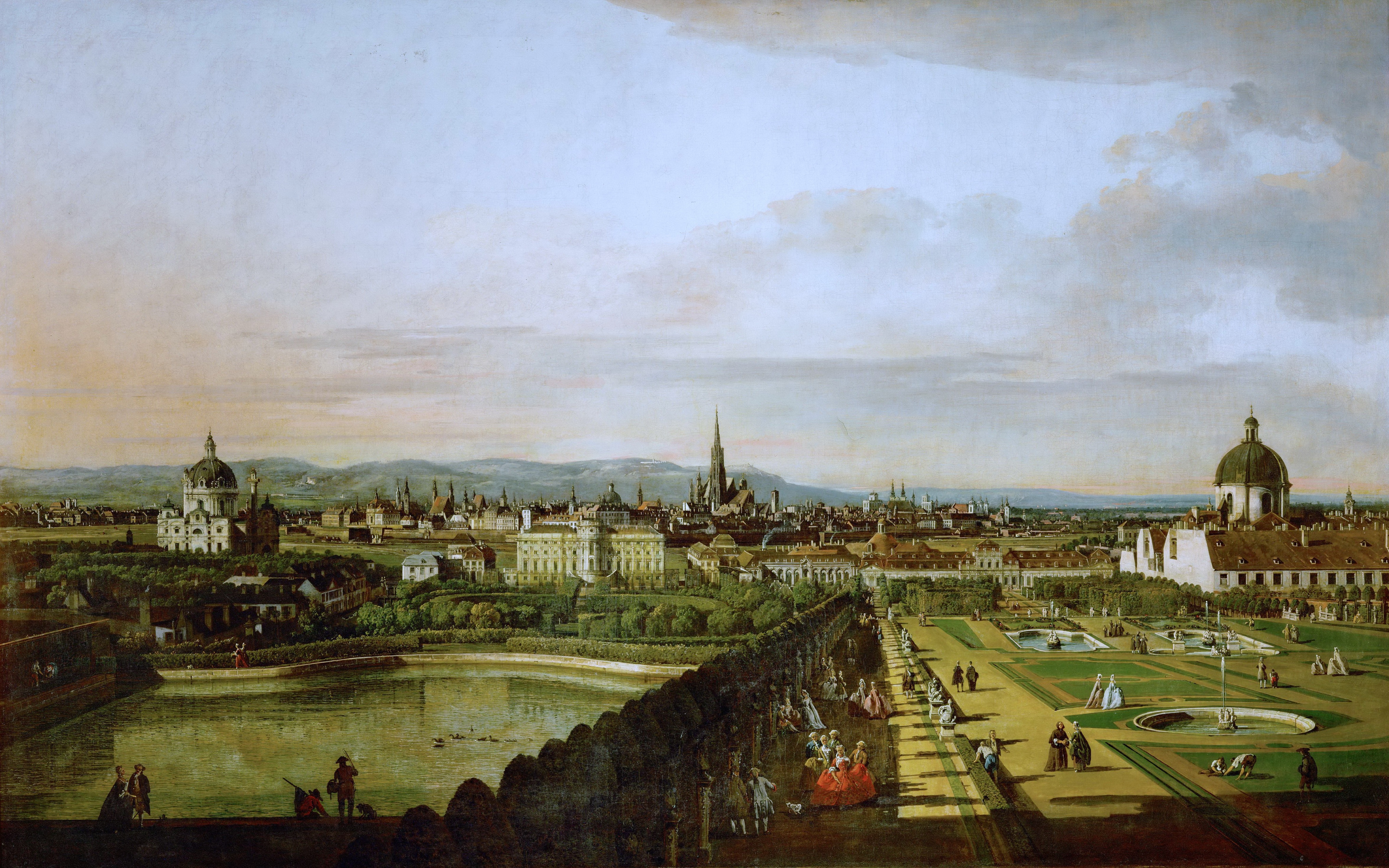
Bernardo Bellotto zv. Canaletto: Vídeň z Belvederu. Olej na plátně. Za Schwarzenberským palácem je vlevo kostel sv. Karla Boromejského (Karlskirche) a uprostřed Svatoštěpánský dóm.

Výstavbu sídla si v roce 1697 objednal nejvyšší dvorní maršál a ministr Jindřich František hrabě z Mansfeldu a kníže z Fondi u dvorního architekta Johanna Lukase von Hildebrandta jako Palais Mansfeld-Fondi. Hrubá stavba bylo dokončena roku 1704.
Letní palác, s kaplí, zahradami a dvěma vodními nádržemi se nachází v přímém sousedství paláce Belvedere, který je rovněž dílem Johanna Lukase von Hildebrandta, vytvořeným pro prince Evžena Savojského.
Hrabě Mansfeld zemřel roku 1715 před dokončením stavebních prací paláce Mansfeld-Fondi. Stavbu v roce 1716 koupil Adam František Karel kníže ze Schwarzenbergu. Na dokončení severních partií stavby si najal architekta Johanna Bernharda Fischera z Erlachu.

### Interiéry
Interiéry navrhl Josef Emanuel Fischer z Erlachu v letech 1716–1718, který také převzal vedení stavby po otcově smrti. Daniel Gran namaloval v letech 1724–1726 fresky s antickými mytologickými tématy: v kupoli sálu byla vyobrazena bohyně Aurora vítající úsvit, která byla zásadně poškozena při bombardování, dochovaly se dvě doprovodné lunetové malby s alegoriemi Přátelství a Lásky. V galerii Gran vymaloval strop freskou s námětem Triumf boha Apollóna, na stěnách se dvěma doprovodnými alegoriemi Ctností a Zlozvyků. Z vybavení galerie se dochovala například olejomalba Petra Pavla Rubense: Ganymédés dostává od Hébé stříbrnou misku.

### Park
Park s terasovými zahradami a vodními plochami navrhl francouzský zahradní architekt Jean Trehet, v parteru rozestavené sochy z bílého mramoru s postavami z Ovidiových Proměn vytesal v rokokovém stylu Lorenzo Martinelli. Fischer navrhl také v severojižní ose parku na jižním konci odpalovací rampu pro ohňostroje a na severní straně dvě jezírka s vodotrysky, které již netryskají. Další kašna (Hochstrahlbrunnen) byla zřízena mimo současný areál. K úpravám areálu došlo po zboření městských hradeb a s vytyčením Okružní třídy (Ringstrasse), roku 1861 byl vztyčen Schwarzenberkův pomník a po roce 1900 došlo k výstavbě řadových moderních budov kolem Schwarzenberského náměstí, které pohled na palác zastiňují.

### Po kolaudaci
Kolaudace stavby proběhla v roce 1728. V roce 1732 majitel při lovu tragicky zahynul. V roce 1751 dal jeho syn přistavět jízdárnu (nyní Švýcarské velvyslanectví) a v parku oranžerii.
Během druhé světové války byl Schwarzenberský palác silně poškozen při bombových náletech. Po válce byl až na zničené fresky plně zrestaurován. Na místo původní hlavní přístupové cesty do čestného dvora zámku byl postaven pomník Rudé armádě s bronzovou sochou sovětského vojáka jako hold 18 tisícům sovětských vojáků, kteří zahynuli při osvobozování Vídně a následném obsazení města, které trvalo do roku 1949.

## Současné využití
Od 70. let 20. století palác sloužil z větší části jako hotel. Po přestavbě gastronomického patra z roku 1984 podle návrhu architekta Hermanna Czecha byl otevřen také restaurant. Některé části budovy s přilehlým parkem bývají pronajímány k různým společenským akcím. V jednom z postranních křídel paláce směrem do ulice prince Evžena (Prinz-Eugen-Straße) sídlí švýcarské velvyslanectví současně se švýcarským konzulátem. Palác je v majetku rodinné nadace rodu Schwarzenberků.
Adaptace  Pronájmy řídí schwarzenberská rodinná nadace, zastoupená Maxmiliánem Schaffgotschem. Jen krátce trval pronájem jedné z dceřiných skupin Volksbank, než byla smlouva zrušena a palác zůstal deset let prázdný. Nyní čtyřhvězdičkový hotel a restaurace jsou spojeny s největším vídeňským kasinem Grand Casino Wien, které zřídila herní firma z Badenu v Aargau ve Švýcarsku v létě 2013. Hotel je po poslední adaptaci z roku 2018.Část parku je v omezených termínech přístupná veřejnosti.

## Galerie

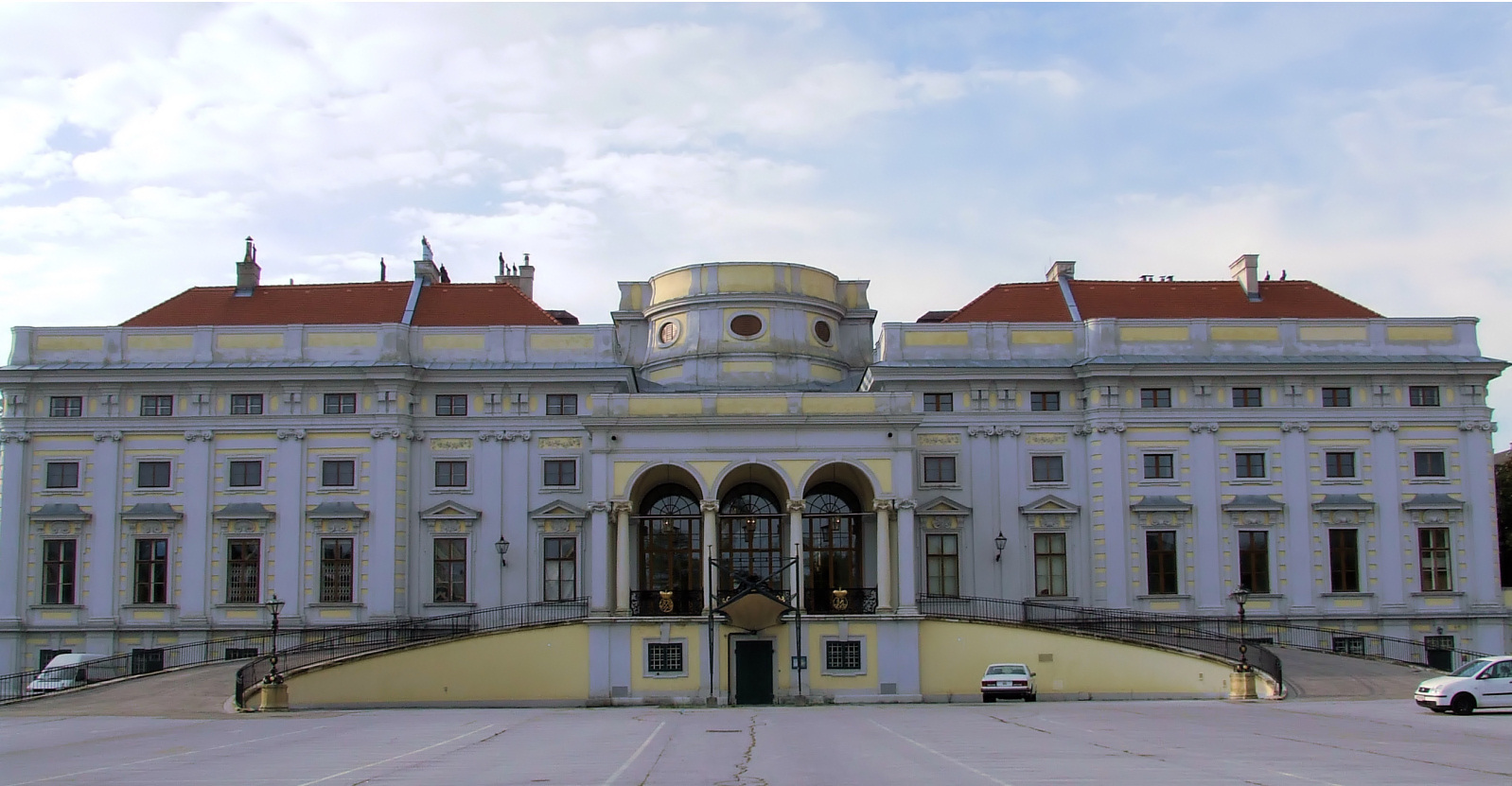
Severní průčelí paláce
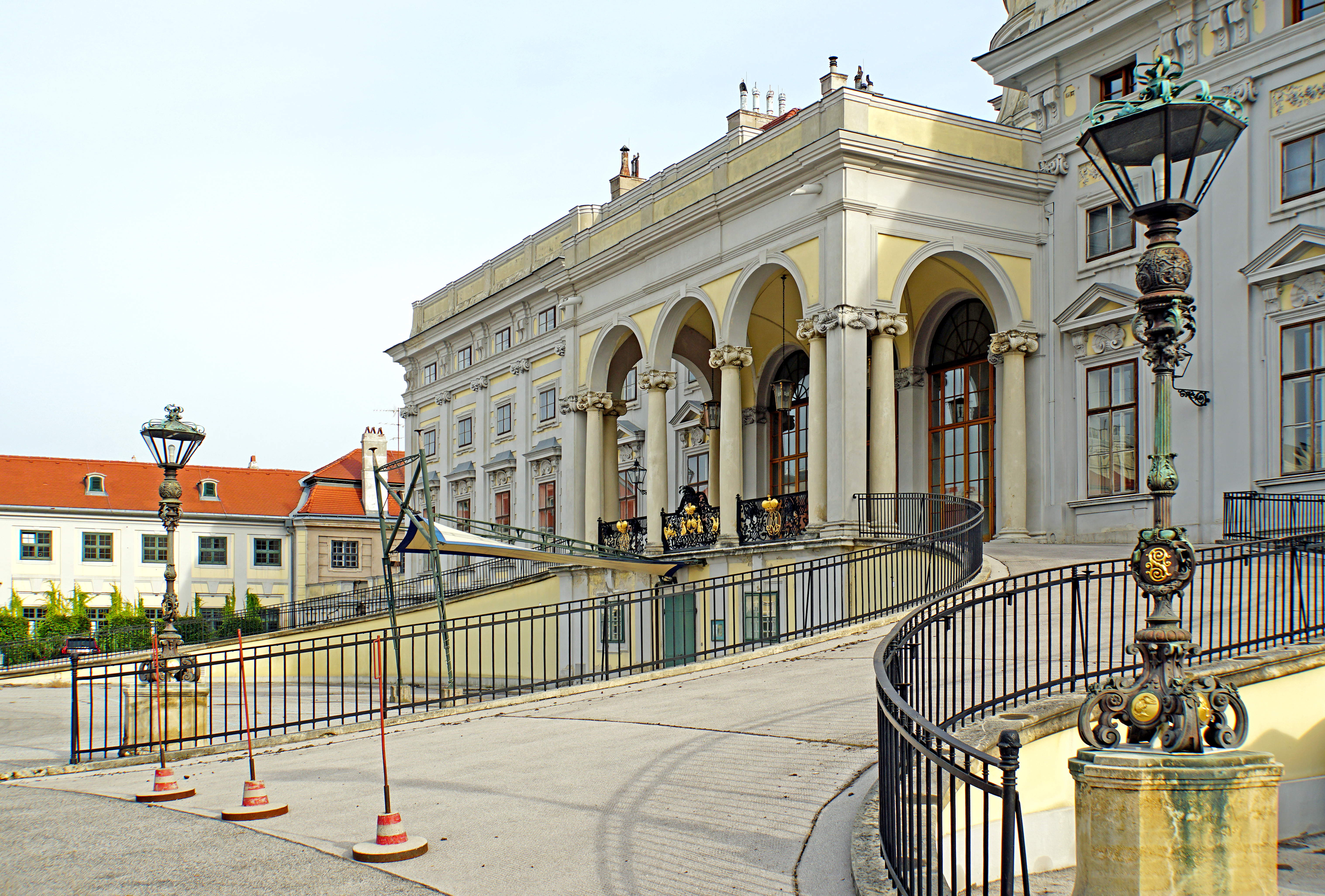
Portikus paláce
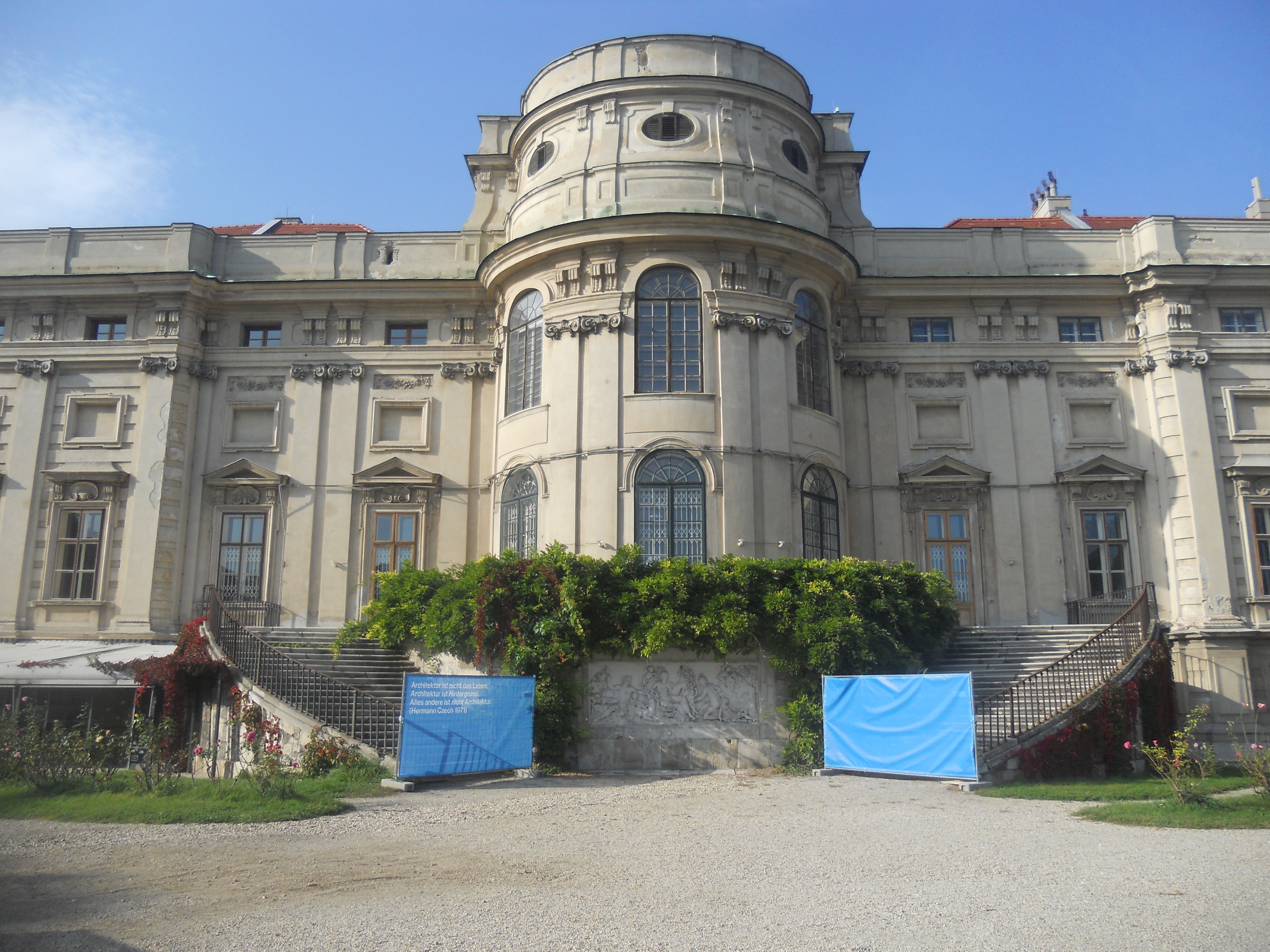
Zahradní průčelí se sálem
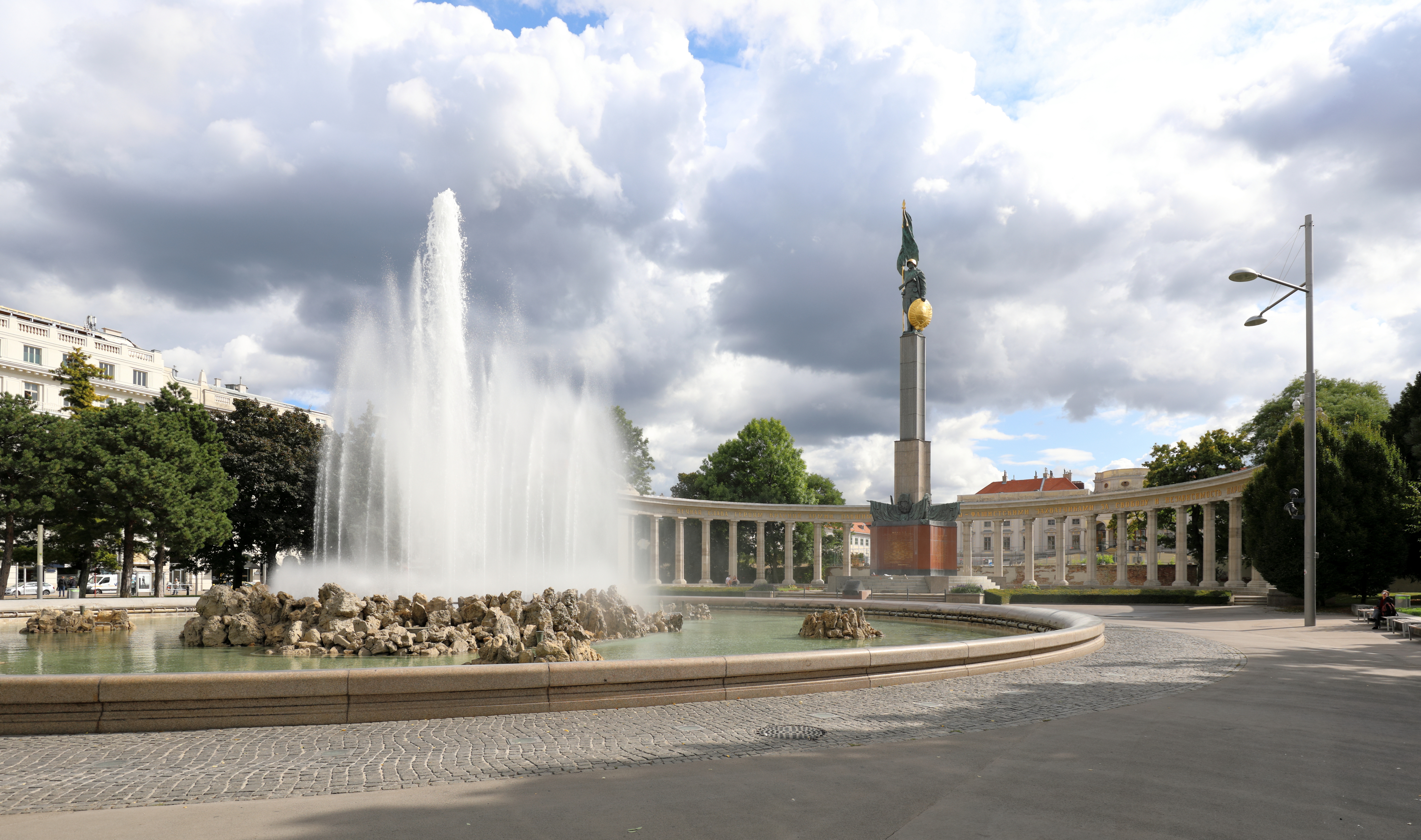
Kašna a pomník Rudé armádě před palácem
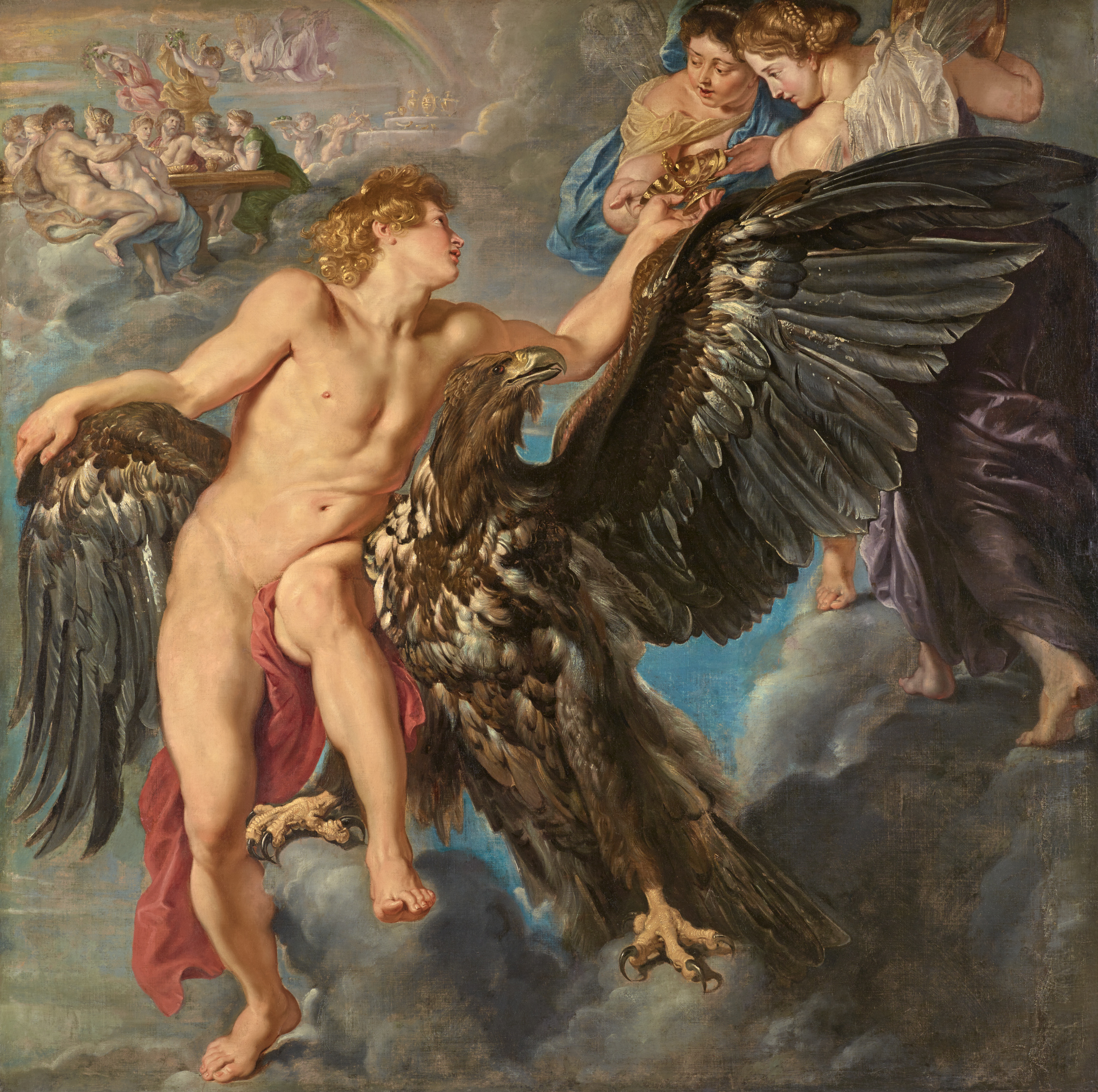
P. P. Rubens: Ganymedes a Hebe
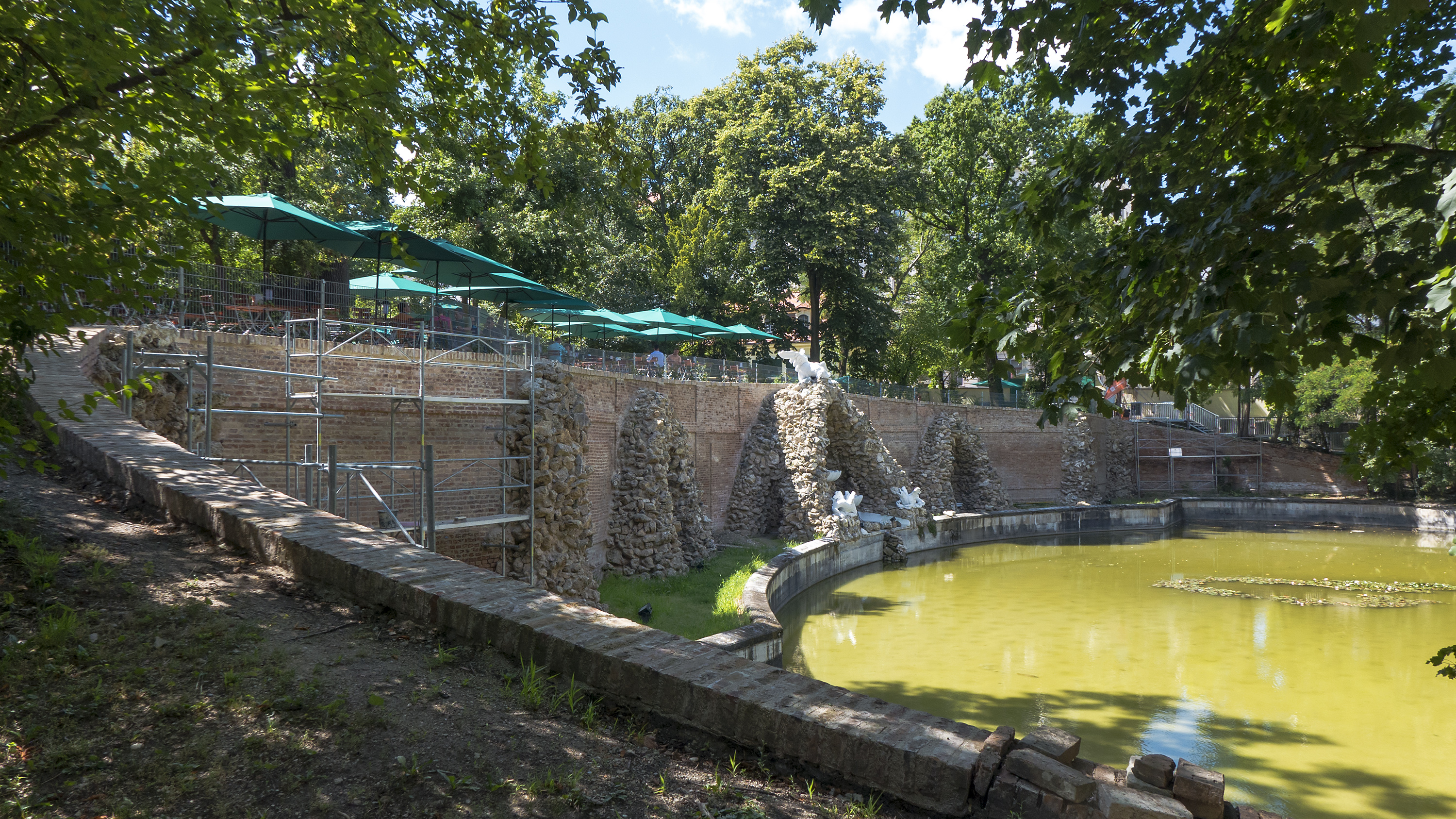
Schwarzenberská zahrada
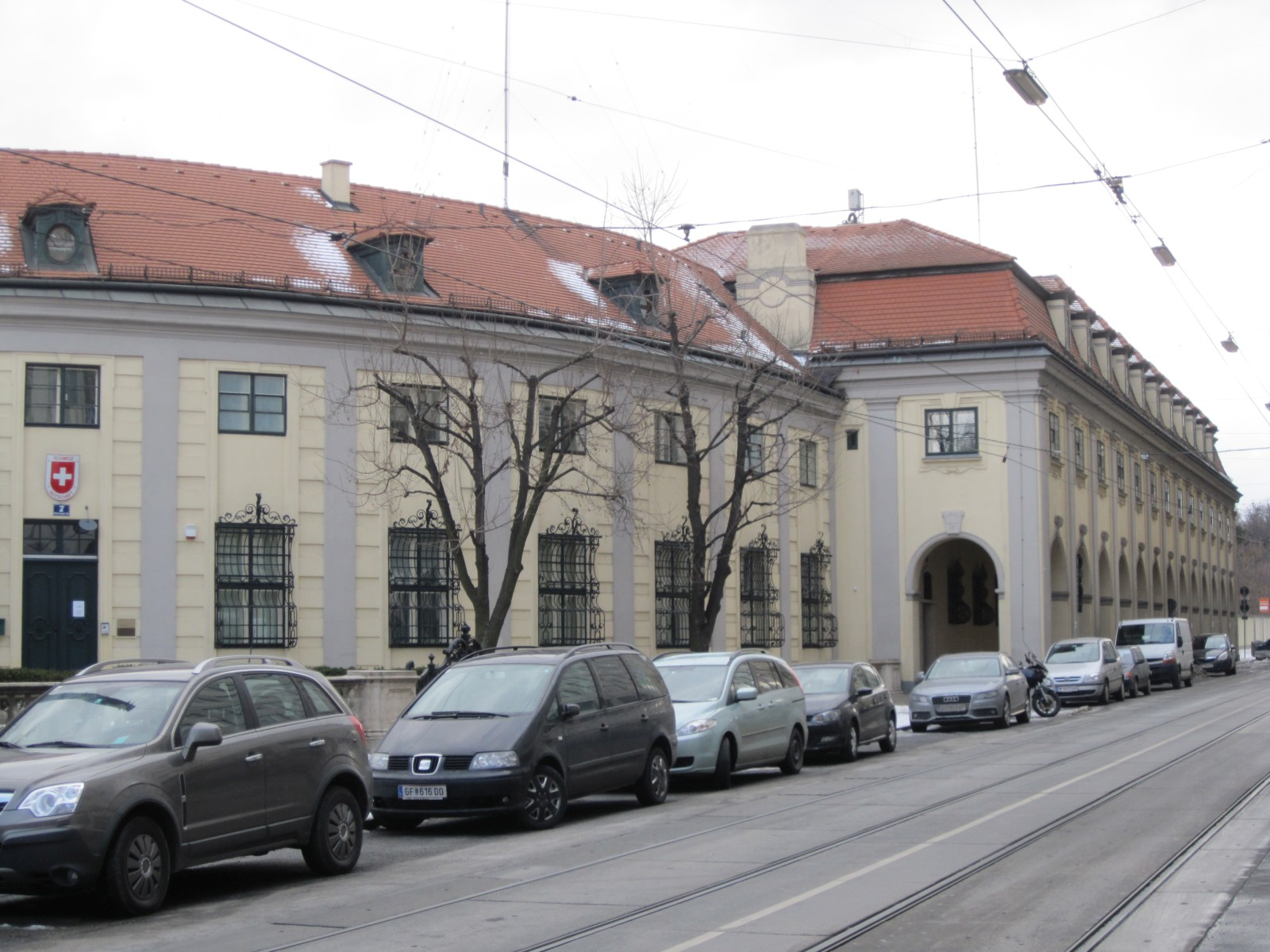
Švýcarské velvyslanectví
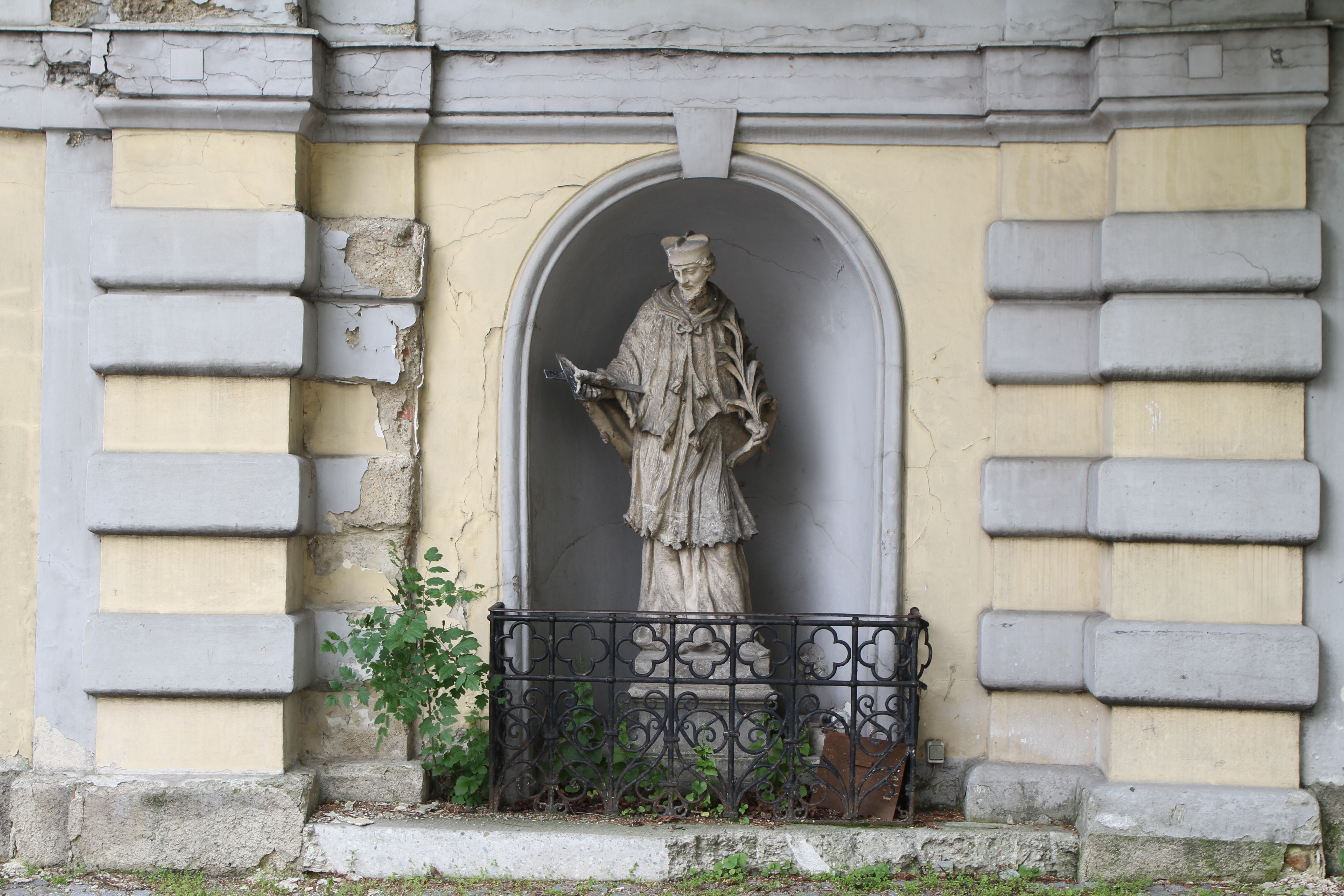
Socha sv. Jana Nepomuka na Rennweg